# Autrecourt-et-Pourron
Autrecourt-et-Pourron ist eine französische Gemeinde mit 338 Einwohnern (Stand: 1. Januar 2022) im Département Ardennes in der Region Grand Est. Der Ort gehört zum Arrondissement Sedan und zum Kanton Carignan. Zudem ist die Gemeinde Teil des 1994 gegründeten Gemeindeverbands Portes du Luxembourg. Die Bewohner nennen sich Autrecourtois(es).

## Geographie
Autrecourt-et-Pourron liegt an der Maas rund zwölf Kilometer südöstlich von Sedan im Osten des Départements Ardennes.
Nachbargemeinden sind Villers-devant-Mouzon im Norden, Mouzon im Nordosten und Osten, Yoncq im Süden, Raucourt-et-Flaba im Südwesten sowie Haraucourt im Nordwesten. Die westliche Hälfte der Gemeinde ist stark bewaldet (Bois d’Autrecourt und Bois du Sou).

## Geschichte
Die Gemeinde gehörte von 1793 bis 1801 zum Distrikt Sedan. Von 1801 bis 1926 war sie Teil des Arrondissements Sedan. Danach war sie von 1926 bis 1942 dem Arrondissement Mézières zugeteilt. Seit 1942 gehört sie wieder zum Arrondissement Sedan. Von 1793 bis 2015 lag die Gemeinde innerhalb des Kantons Mouzon. Im Jahr 1827 vereinigten sich die Gemeinden Autrecourt mit 640 Einwohnern (Stand: 1821) und Pourron mit 82 Einwohnern (Stand: 1821) zur heutigen Gemeinde.

## Bevölkerungsentwicklung
| Jahr                                                | 1962 | 1968 | 1975 | 1982 | 1990 | 1999 | 2006 | 2012 | 2019 |
| Einwohner                                           | 472  | 483  | 442  | 442  | 383  | 350  | 348  | 349  | 340  |
| Quellen: Cassini und INSEE; heutiges Gemeindegebiet |      |      |      |      |      |      |      |      |      |